# الساموراي الأول: موساشي مياموتو (فلم)
الساموراي الأول: موساشي مياموتو (بالإنجليزية: Samurai I: Musashi Miyamoto) هو فيلم تم إنتاجه في اليابان وصدر في سنة 1954.

## بطولة
- توشيرو ميفوني

### ترشيحات وجوائز
| السنة | الحدث  | الفئة           | النتيجة  |
| ----- | ------ | --------------- | -------- |
|       | أوسكار | أفضل فيلم أجنبي | فـــــوز |

## وصلات خارجية
- مقالات تستعمل روابط فنية بلا صلة مع ويكي بيانات